# Cot Nga
Cot Nga is een bestuurslaag in het regentschap Bireuen van de provincie Atjeh, Indonesië. Cot Nga telt 691 inwoners (volkstelling 2010).